# Gretchen Merrill
Gretchen van Zandt Merrill (* 2. November 1925 in Boston, Massachusetts; † 22. April 1965 in Windsor, Connecticut) war eine US-amerikanische Eiskunstläuferin, die im Einzellauf startete.
Gretchen Merrill wurde von 1943 bis 1948 sechsmal in Folge US-amerikanische Meisterin im Eiskunstlauf der Damen. Sie hatte das Pech, zu einer Zeit die dominierende US-amerikanische Eiskunstläuferin zu sein, in der es wegen der Weltkriegspause fast keine internationalen Turniere gab. Erst 1947 konnte sie sich bei den ersten Weltmeisterschaften und Europameisterschaften nach dem Zweiten Weltkrieg der internationalen Konkurrenz stellen. Es blieben ihre einzigen Teilnahmen an diesen Turnieren. Beide Male konnte sie eine Medaille erringen. Bei der Europameisterschaft 1947 in Davos wurde sie Vize-Europameisterin hinter der Kanadierin Barbara Ann Scott und vor der Britin Daphne Walker. Bis 1948 durften Nicht-Europäer noch bei Europameisterschaften teilnehmen. So war Merrill die letzte US-Amerikanerin, die bei Europameisterschaften eine Medaille gewann. Bei der Weltmeisterschaft 1947 in Stockholm gewann sie die Bronzemedaille hinter Scott und Walker. Ihre einzigen Olympischen Spiele beendete sie 1948 in St. Moritz auf dem für sie enttäuschenden achten Platz. Daraufhin beendete sie ihre Karriere.
Gretchen Merrill startete für den Skating Club of Boston und wurde vom Vorbild ihrer Kindheit, Maribel Vinson trainiert. Sie galt als eine der bestangezogenen und glamourösesten Sportlerinnen ihrer Zeit. Soldaten gaben ihr den Spitznamen Queenie. 1953 heiratete sie William Otis aus Boston, die Ehe wurde geschieden. Sie starb mit 39 Jahren, nachdem sie mit psychischen Problemen zu kämpfen hatte.

## Ergebnisse
| Wettbewerb / Jahr                | 1941 | 1942 | 1943 | 1944 | 1945 | 1946 | 1947 | 1948 | 1949 |
| -------------------------------- | ---- | ---- | ---- | ---- | ---- | ---- | ---- | ---- | ---- |
| Olympische Winterspiele          |      |      |      |      |      |      |      | 8.   |      |
| Weltmeisterschaften              |      |      |      |      |      |      | 3.   |      |      |
| Europameisterschaften            |      |      |      |      |      |      | 2.   |      |      |
| US-amerikanische Meisterschaften | 2.   | 2.   | 1.   | 1.   | 1.   | 1.   | 1.   | 1.   | 2.   |